# الخطوط الجوية البيروية
الخطوط الجوية البيروفية (بالإنجليزية: Peruvian Airways)‏، هي خطوط جوية بيروفية يقع مقرها في ليما، أعلنت توقف رحلاتها في 2 أكتوبر 2019 بسبب مصادرة الجمارك البيروفية الحكومية محكمة الضرائب الحسابات المصرفية للشركة بعد أن فشلت في استكمال مدفوعاتها.